# Cyrtodactylus santana
Cyrtodactylus santana es una especie de gekkota que se encuentra en el parque nacional Nino Konis Santana, que se encuentra en el extremo oriental de Timor Oriental. Se cree que es nocturno y que habita en cuevas de piedra caliza. Descrita en enero de 2023, es la primera especie de Cyrtodactylus descrita en Timor Oriental y sigue sin estudiarse.

## Etimología y descubrimiento

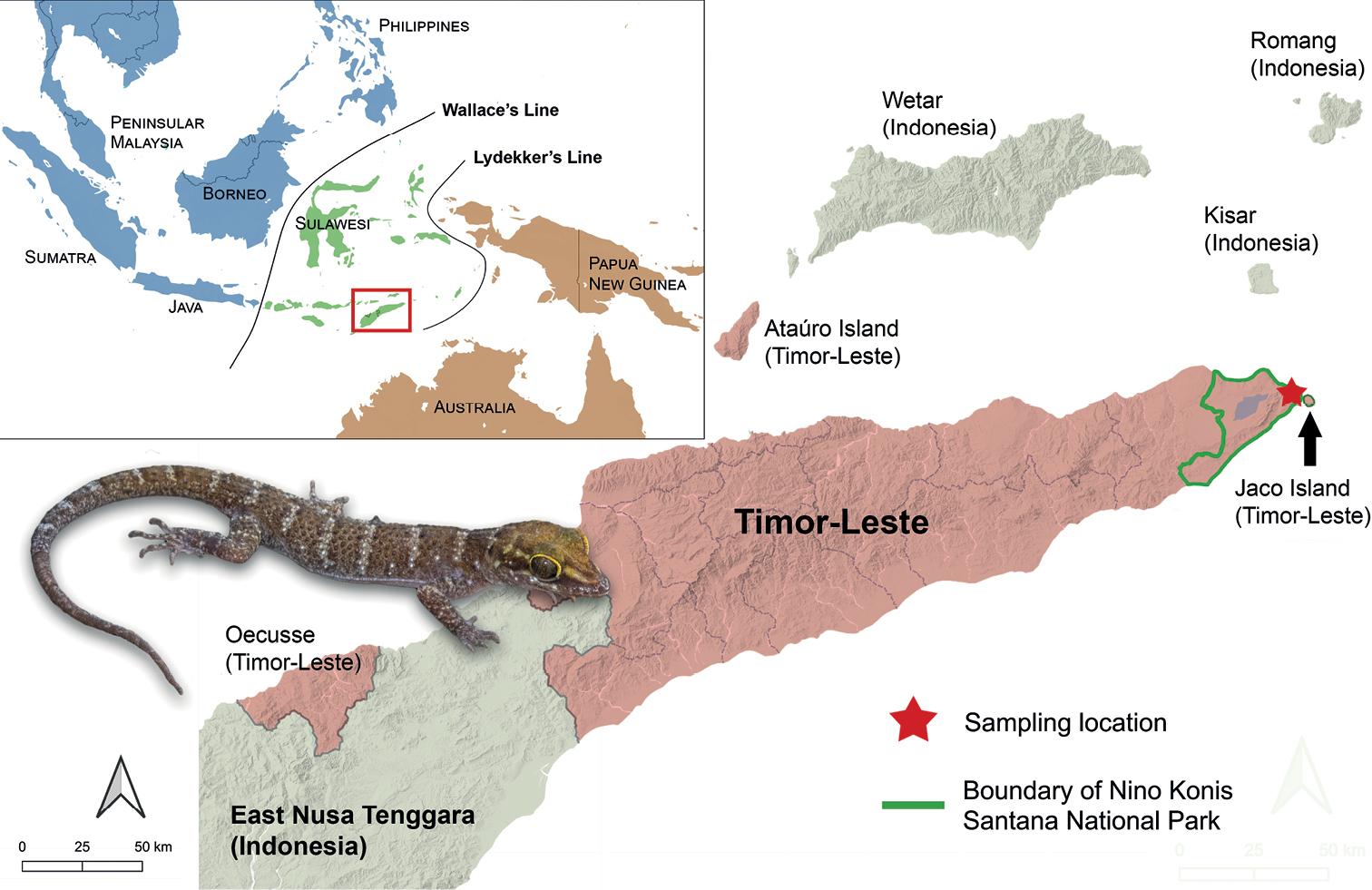
La especie fue descubierta cerca del extremo oriental de la isla de Timor.

Las encuestas de reptiles en Timor Oriental se llevaron a cabo luego de la publicación de la primera evaluación integral del conocimiento de los reptiles en el país en 2011. Estos estudios encontraron lagartos Cyrtodactylus que se pensaba que eran especies no descritas. Una encuesta en agosto de 2022 encontró individuos morfológicamente distintos, cuya descripción se publicó en enero de 2023.: 108  Si bien el primer individuo fue visto durante el día, los topógrafos solo pudieron capturar especímenes durante la noche.
El estudio que descubrió la especie fue una colaboración entre el Museo de Historia Natural Lee Kong Chian, Conservación Internacional y el Ministerio de Agricultura y Pesca. El holotipo —un macho adulto— y otros nueve especímenes se conservan en el Museo de Historia Natural Lee Kong Chian de Singapur.: 109, 114  El nombre de la especie se refiere al parque nacional Nino Konis Santana, donde se encontró la especie. Este parque lleva el nombre de Nino Konis Santana, un líder de Falintil involucrado en la resistencia a la ocupación indonesia de Timor Oriental, cuyo pueblo natal se encuentra en el parque.: 121 

## Taxonomía

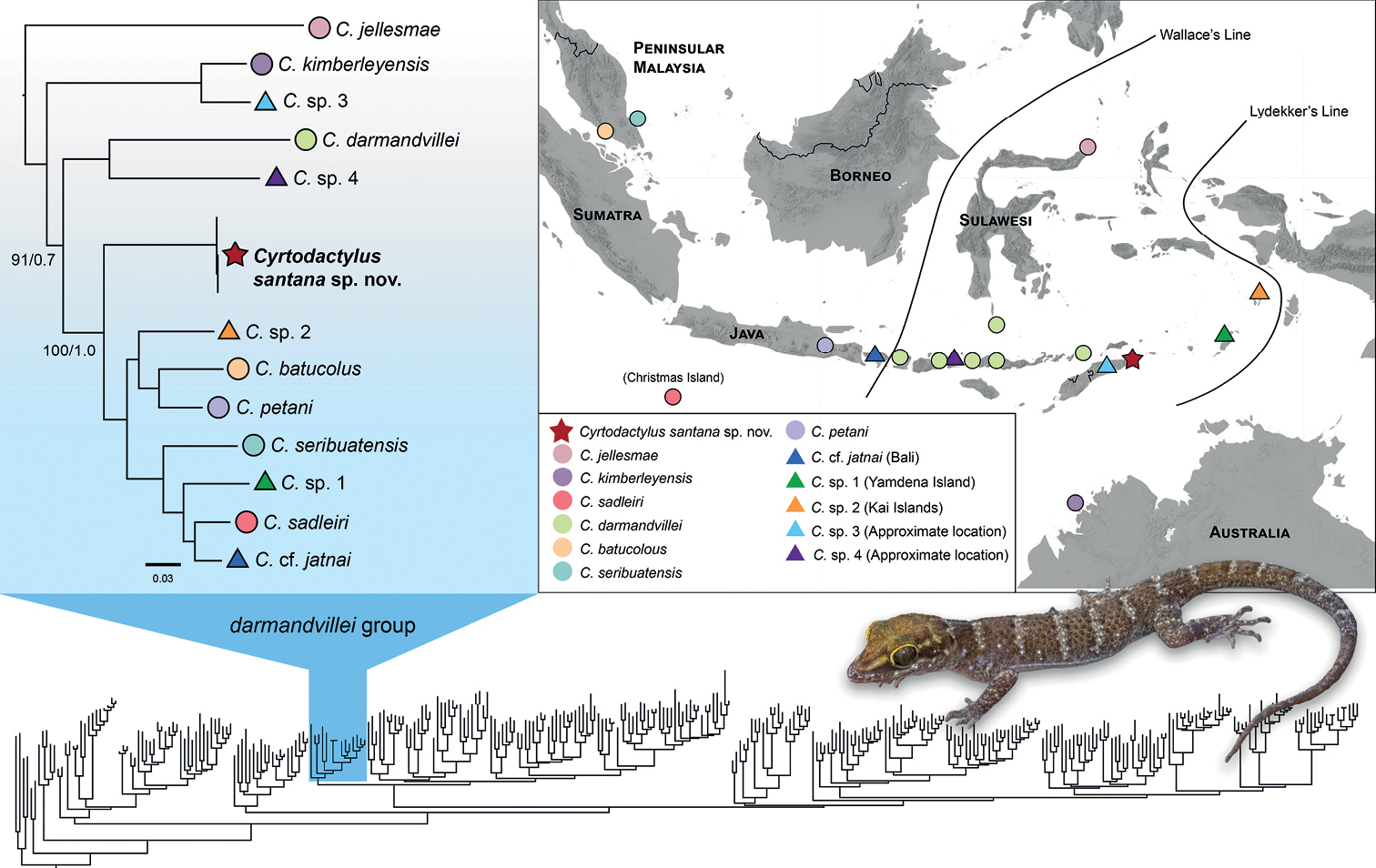
Las especies relacionadas con Cyrtodactylus santana se encuentran tanto dentro como fuera de Wallacea.

C. santana se encuentra dentro del clado de C. darmandvillei. Dentro de este, es un grupo hermano de un clado que contiene C. batucolus, C. jatnai, C. petani, C. sadleiri, C. seribuatensis y dos linajes no descritos.: 111–112, 122  Las relaciones y la historia ecológica de este clado son inciertas. Si bien algunas especies dentro del grupo darmandvillei se encuentran fuera de Wallacea, se cree que el grupo se originó dentro de Wallacea y se dispersó en otros lugares.: 121  C. santana es la primera especie Cyrtodactylus descrita de Timor Oriental. Sin embargo, se ha muestreado un linaje no descrito y se espera que muchos más permanezcan sin identificar, lo que significa que la comprensión taxonómica actual puede cambiar significativamente a través de nuevas investigaciones.: 122 

## Descripción

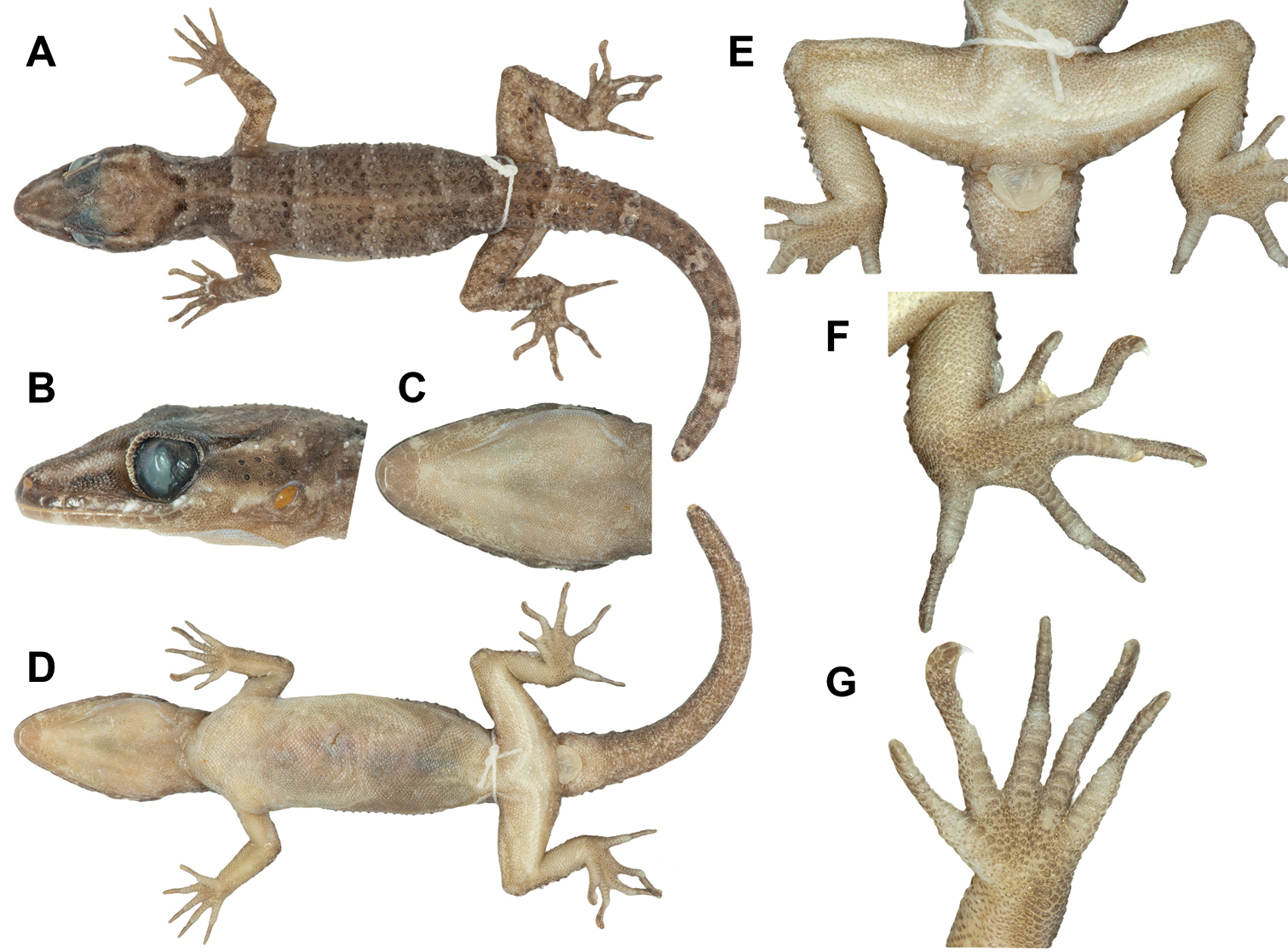
El espécimen holotipo, un macho adulto.

Esta especie está morfológicamente adaptada para la vida en las rocas, con rasgos similares a las especies estrechamente relacionadas que comparten este estilo de vida.: 113  Los adultos alcanzan poco menos de 7 centímetros (2,8 plg) largo. Mientras que su parte superior es de color amarillento a marrón oscuro, sus partes inferiores son blancas, un ejemplo de contrasombreado. Los colores superiores forman bandas, con un patrón específico que varía entre los individuos.: 115, 118 

## Distribución
Los individuos conocidos de esta especie se encontraron en dos cuevas, Lene Hara y Napana Wei. Estas cuevas son parte de estructuras rocosas separadas, pero sus entradas están a menos de 500 metros (1640,4 pies) aparte. Ambos tienen 152 metros (498,7 pies) sobre el nivel del mar, a menos de 1 kilómetro (0,6 mi) de la costa noreste del parque nacional Nino Konis Santana. Se espera que la especie también habite otras cuevas de piedra caliza en el área. Este parque abarca las áreas orientales del distrito de Lautem en Timor Oriental. En la isla de Atauro se ha encontrado un ejemplar de Cyrtodactylus de aspecto similar, pero no se sabe si representa a la misma especie. Estas áreas se encuentran dentro de la región biogeográfica de Wallacea.: 108–109, 120 

## Ecología

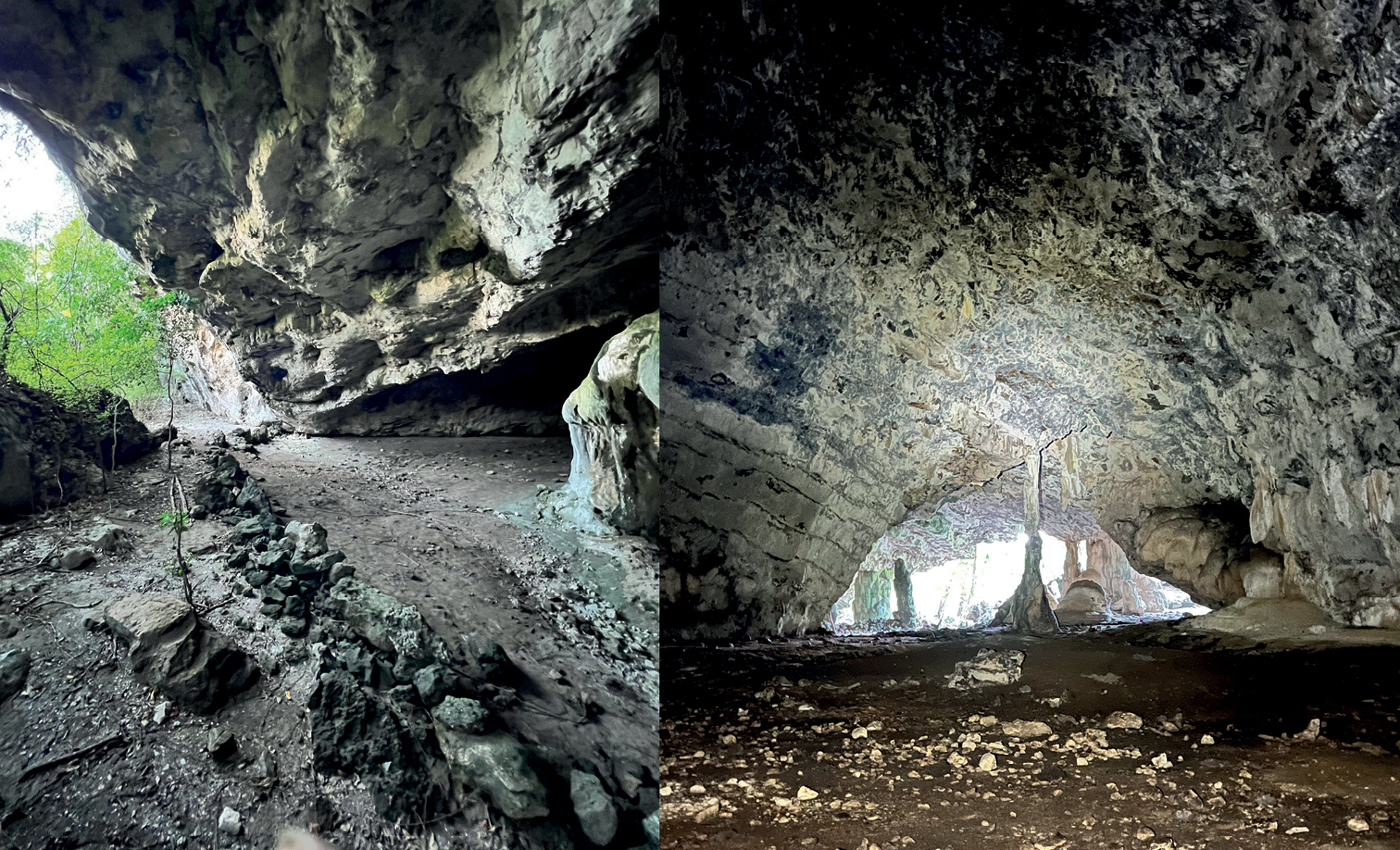
Cueva Lene Hara, dentro del parque nacional Nino Konis Santana.

Los individuos de esta especie viven en cuevas, tanto entre rocas como en áreas expuestas de las paredes de las cuevas. Comparten este hábitat con otros gecos del género Gehyra. Se piensa que son nocturnos,: 120  similar a otros miembros de su género. Si bien solo se han visto en piedra caliza y no en la vegetación fuera de las cuevas, se desconoce si esto es un fiel reflejo de su comportamiento o el resultado de un muestreo limitado.: 122 

## Galería

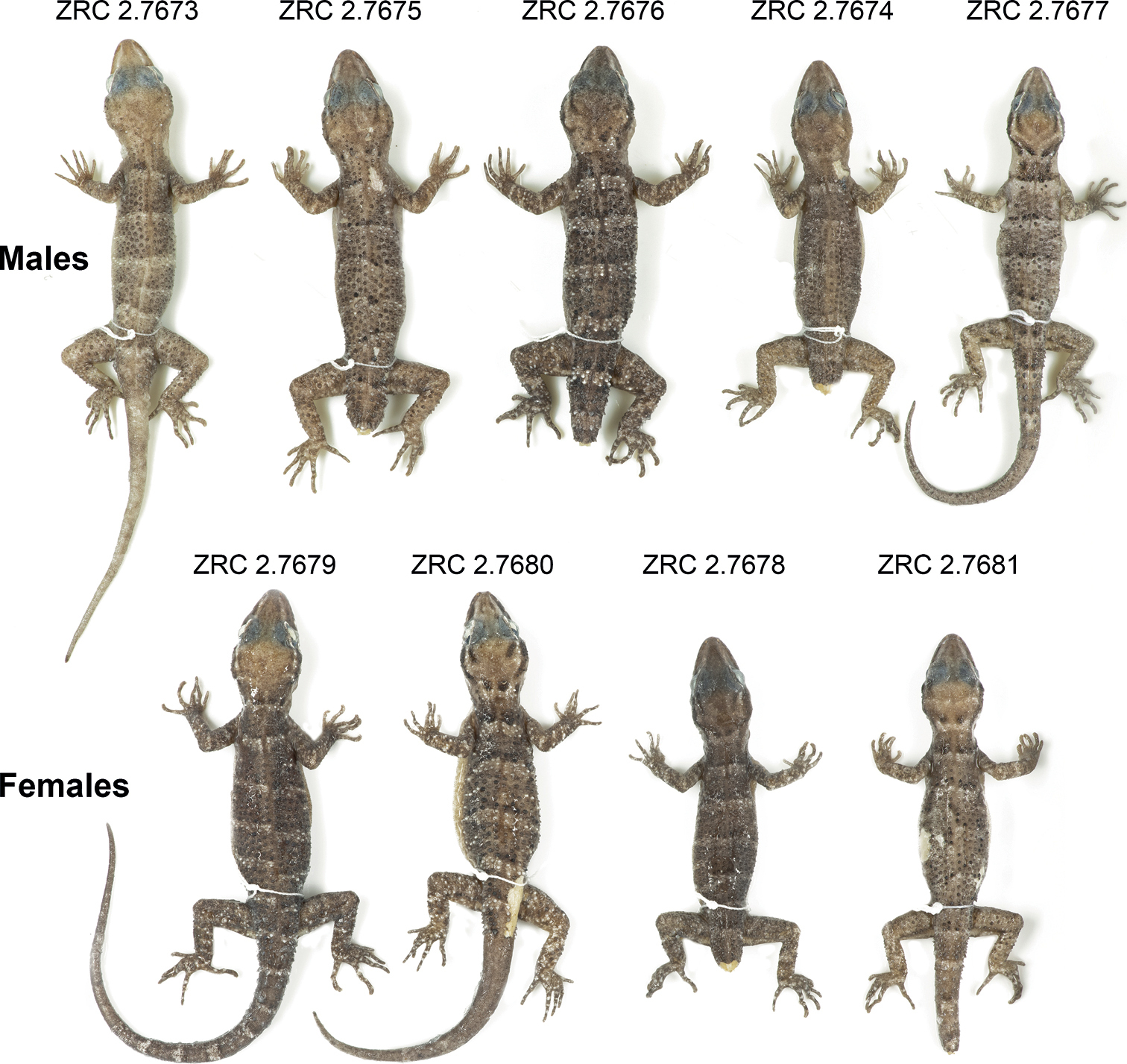
Otros individuos muestreados y almacenados en el Museo de Historia Natural Lee Kong Chian.
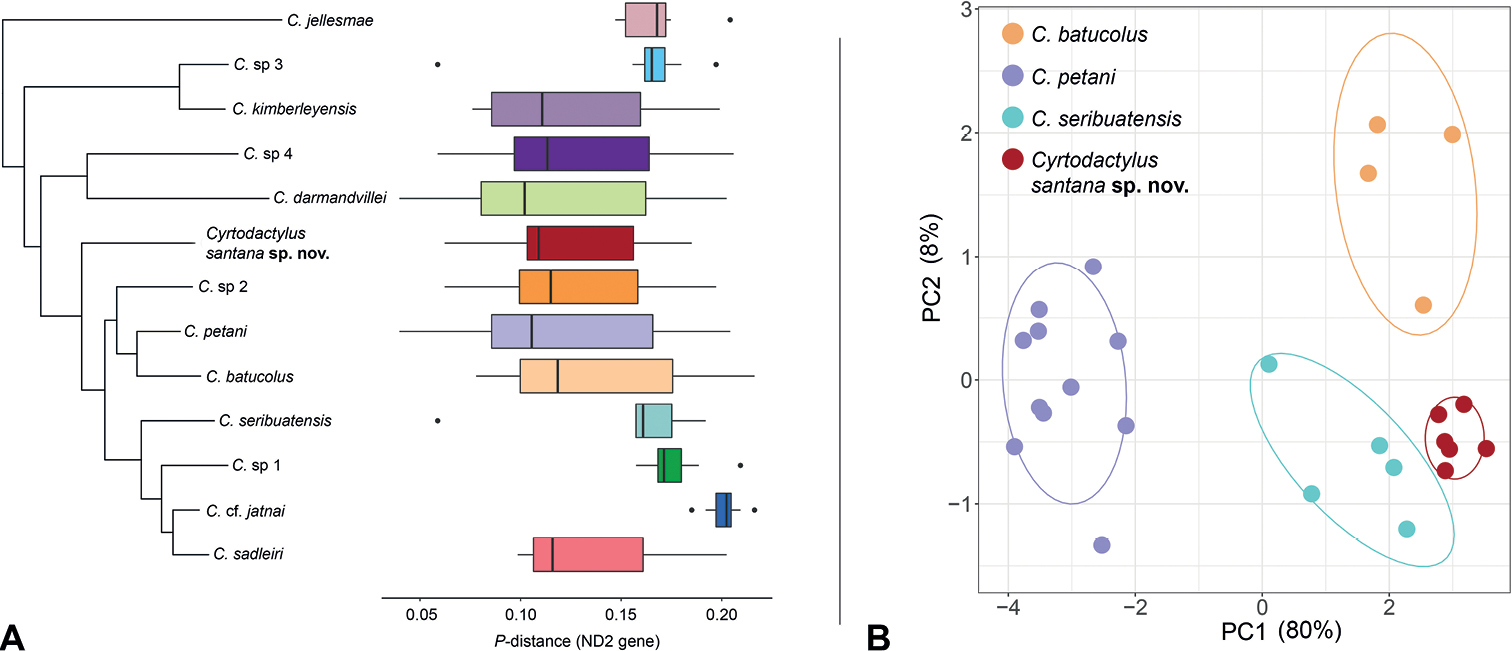
Filogenia de especies estrechamente relacionadas y análisis de componentes principales que evalúan la distinción de otras especies.